# KT Tunstall
Pour les articles homonymes, voir Tunstall.
Kate Victoria Tunstall, dite KT Tunstall, née le 23 juin 1975 à Édimbourg, est une auteure-compositrice-interprète, guitariste et pianiste écossaise. Elle a été remarquée par le public lors de son passage dans Later… with Jools Holland avec le titre Black Horse And The Cherry Tree. Grâce à cette apparition, son premier album solo Eye to the Telescope a connu un succès mondial.
Elle a enregistré en tout sept albums : Eye to the Telescope, disque d'or en France, puis, Drastic Fantastic en 2007, Tiger Suit en 2010, Invisible Empire // Crescent Moon en 2013, Kin en 2016, Wax en 2018, et Nut en 2022.
Elle est aussi l'auteur d'autres albums et EP acoustiques tels que KT Tunstall's Acoustic Extravaganza, KT Tunstall's Acoustic Extravaganza 2 et The Scarlet Tulip EP.

## Biographie

### Enfance et adolescence
Kate Victoria Tunstall est adoptée à la naissance par un couple écossais. Sa mère était d'origine chinoise, et son père était Irlandais. Kate Tunstall a grandi dans la ville universitaire de Saint Andrews, en Écosse. Son père adoptif est physicien, alors que sa mère est professeur. 
Lorsqu'elle parle de son adoption, Tunstall explique qu'elle aurait pu avoir un millier de vies possibles et imaginables.
Tunstall a appris très jeune à jouer du piano et de la flûte, puis, elle a appris la guitare, l'instrument qu'elle utilise le plus souvent sur scène. Elle explique qu'elle a pris goût assez jeune à la musique en écoutant Ella Fitzgerald, dont elle dit : « Elle était ma professeure de chant. »
Pendant son adolescence, KT Tunstall a commencé à écrire ses propres chansons, « mais c'était juste des idioties à l'eau de rose dégoulinantes d'amour, un vomi complet d'amour pour petit chien. Mais moi, je croyais que c'était génial. » Elle remporte une bourse à l'école du Kent dans le Connecticut, en Nouvelle Angleterre et participe à des concerts avec les Grateful Dead et 10,000 Maniacs. Elle a également formé son premier groupe, The Happy Campers, et a joué dans de nombreux concerts populaires. « Après la deuxième semaine où je jouais une musique très ouverte, j'étais leur “invitée spéciale d'Écosse” ! » se rappelle-t-elle.

## Carrière

### Débuts
KT Tunstall commence réellement sa carrière musicale alors qu'elle n'a que 20 ans. Son succès n'arrivera qu'une dizaine d'années plus tard. Elle fait ses débuts dans le groupe Oi Va Voi alors qu'ils écrivent leur premier album, Laughter Through Tears. C'est à ce moment qu'elle vit avec Gordon Anderson, qui lui a inspiré la chanson Funnyman de l'album Drastic Fantastic. Ainsi, elle commence à écrire elle-même quelques chansons. 
Sa carrière grimpe au moment où le label britannique Relentless lui propose un contrat, mais en solo. Malgré tout, ses managers lui proposent de prendre du temps avant de se lancer dans l'enregistrement de son premier album, mais quelque temps plus tard, elle sort ce qui sera son plus grand succès : Eye to the Telescope.

### Eye to The Telescope(2004 - 2007)
KT Tunstall sort initialement le 13 décembre 2004, mais est ré-enregistré en 2005 par Relentless pour sortir le 31 mai en France. Il faut cependant attendre février 2006 pour que l'album sorte aux États-Unis et au Canada. Les ventes de l'album sont alors propulsées par son apparition dans l'émission de Jools Holland avec le titre Black Horse And The Cherry Tree. À la suite de cette apparition, Eye to the Telescope se retrouve troisième des classements au Royaume-Uni. Les ventes sont aussi relancées dans le monde entier lorsque la candidate d'American Idol Katharine McPhee interprète l'un de ses titres Black Horse and the Cherry Tree lors de la finale.
Ce sont les deux premiers singles Black Horse And The Cherry Tree et Suddenly I See qui ont fait le succès commercial de l'album. Un grand rayonnement commercial commence pour elle. Ses chansons sont alors utilisées pour plusieurs films tels que Le Diable s'habille en Prada ou Blind Dating, ainsi que dans plusieurs séries TV telles que Ugly Betty, Ghost Whisperer, Medium et Grey's Anatomy.
En France, Eye to the Telescope connaît un grand succès, où l'album est disque d'or (plus de 75 000 ventes), et où plusieurs émissions françaises utilisent ses chansons. Trois autres singles sortent après les deux premiers : Other Side of the World, Under The Weather, puis Another Place To Fall. Dans la foulée de ce succès fulgurant, Tunstall sort un album acoustique où elle reprend les chansons Universe and U et Miniature Disasters : KT Tunstall's Acoustic Extravaganza.
On estime le nombre de ventes de Eye to the Telescope à plus de 4 millions d'albums vendus dans le monde.

### Drastic Fantastic(2007 - 2008)
À la suite du succès de Eye to the Telescope et KT Tunstall's Acoustic Extravaganza, Tunstall se lance dans l'enregistrement d'un deuxième album studio sorti le 10 septembre 2007 en France. 
Un premier single est enregistré avant la sortie de Drastic Fantastic, c'est Hold On, dont la première diffusion remonte au 30 juillet 2007. Même si le titre ne rencontre pas le même succès en France que ses prédécesseurs, dans les autres pays, Hold On trouve sa place dans les chaînes de radio. Deux autres singles suivent alors l'album : Saving My Face, et If Only.
Drastic Fantastic connaît néanmoins un succès international louable. Il se classe troisième, tout comme Eye to the Telescope, aux classements britanniques, premier aux classements écossais et au top des albums rocks et alternatifs aux États-Unis, septième aux classements européens, mais seulement trentième en France.
On trouve toujours les chansons de Drastic Fantastic dans plusieurs émissions françaises telles que Nouvelle star, avec les titres Hold On et I Don't Want You Now. Aussi, le titre Someday Soon est diffusé dans le film The Women.
En France, elle fait la promotion de l'album sur le plateau de Taratata, où elle chante Hold On avec ses deux choristes et son groupe. Puis, elle reprend en duo avec Keren Ann le titre My Sharona, du groupe The Knack. Elle donne également un concert à l'occasion de sa venue à Paris au Casino de Paris en 2007.
On estime les ventes de Drastic Fantastic à plus d'un million d'exemplaires dans le monde.

### Tiger Suit(2009 - 2011)
Le 25 octobre 2010, KT Tunstall sort son troisième album studio Tiger Suit après trois ans d'absence sur la scène musicale. Deux singles sortent peu avant : Fade Like A Shadow (aux États-Unis) et (Still A) Weirdo (au Royaume-Uni). Une vidéo promotionnelle de Glamour Puss est réalisée en 2011 en collaboration avec des internautes. Encore une fois, les titres du troisième album de KT Tunstall se font entendre, notamment dans les vidéos promotionnelles de la Saison 7 de Desperate Housewives avec les titres Glamour Puss et Come On, Get In.
Cet album marque un changement radical de genre, marqué par la chanson Push That Knot Away, qui inspire à KT Tunstall un nouveau genre musical pour décrire Tiger Suit : la « Nature Techno ».
KT Tunstall sort deux nouveaux albums : un album live KT Tunstall's Live In London March 2011, enregistré à Londres à l'occasion de la Journée internationale des droits de la femme, puis un EP acoustique, The Scarlet Tulip EP. 
Elle compose également la bande originale du film The Kid, avec la chanson Boy.

### Invisible Empire // Crescent Moon, et collaborations avecA.R Rahman(2013-2014)
Le 20 mars 2013, KT Tunstall annonce la sortie de son quatrième album studio sur sa page Facebook.
Invisible Empire // Crescent Moon sort le 10 juin 2013 en Angleterre. L'album, enregistré en Arizona, aux États-Unis, reçoit de très bonnes critiques. Il est suivi d'une tournée avec une centaine de dates de concerts et de festivals à travers le monde.
Promu avec les singles Feel It All // Band Jam, Feel It All, Invisible Empire, et Made of Glass, l'album connaît un certain succès en Europe et aux États-Unis, avec des ventes d'environ 700 000 exemplaires dans le monde. À la suite de la promotion des quatre singles de l'album, KT Tunstall sort en single une chanson d'un précédent album Come on, Get In pour Noël.
Après avoir évoqué une nouvelle pause dans sa carrière, Tunstall a collaboré avec A.R Rahman, un compositeur de bandes-originales de films, pour plusieurs titres dont Miracle pour le film Un amour d'hiver, avec Russell Crowe, et We Could Be Kings pour la bande originale du film de Walt Disney Pictures Million Dollar Arm (2014).

### Kin, Wax, et Nut (2015-aujourd'hui)
KT Tunstall a annoncé la sortie d'une trilogie d'albums, chaque album possédant un des trois thèmes (l'âme, le corps, et l'esprit). Le premier se nomme KIN, il est sorti le 9 septembre 2016, et répresente l'âme. Le deuxième se nomme WAX, il est sorti le 5 octobre 2018, et représente le corps. Et le troisième album se nomme NUT, il sortira le 9 septembre 2022, et représente l'esprit.

### Influence culturelle
De nombreuses chansons de KT Tunstall figurent dans des films, séries TV et publicités, c'est ce qui a valu le succès de titres tels que Suddenly I see et Black Horse and the Cherry Tree :
- Le titre Black horse and the Cherry tree :
  - A été utilisé dans les films
    - Because I Said So
    - On arrête quand ? (Are We Done Yet?)

  - et dans la série 90210 Beverly Hills : Nouvelle Génération.
  - A été repris comme musique officielle du fournisseur d'accès à internet Alice.
  - A été chanté sur le plateau de la Nouvelle Star par plusieurs candidats
  - Figure dans le jeu Sing Star
  - Passe dans la série Gavin & Stacy
- Le titre Suddenly I see :
  - Est la musique d'ouverture du film Le Diable s'habille en Prada, avec Meryl Streep
  - musique d'introduction du film Les demoiselles ont eu 25 ans d'Agnès Varda
  - Figure dans plusieurs séries : 
    - Medium
    - Ugly Betty
    - Ghost Whisperer
    - Cold Case : Affaires classées
    - Grey's Anatomy
    - Windfall : Des dollars tombés du ciel
    - Esprits criminels
    - Flander's Company
    - It Takes Two (en)

  - Est la musique
    - du générique de la série l'Hôpital
    - de la publicité des Pages jaunes en 2011

  - A été utilisé pour la campagne d'élection de Hillary Clinton
  - Figure dans le mode "Fortnite Festival" du jeu vidéo Fortnite
- Le titre Other Side of the World (en) figure
  - dans Cold Case : Affaires classées
  - dans la série brésilienne Como uma Onda pt:Como uma Onda
  - dans Conviction
  - dans Pepper Dennis
  - dans le 11e épisode de la 2e saison de Torchwood
- Le titre Heal Over a été utilisé dans le film Loving Annabelle
- Le titre Through The Dark a été utilisé
  - dans NCIS : Enquêtes spéciales
  - dans Side Order of Life
  - dans 3 Ibs.
- Les titres Universe And U et Miniature Disasters de l'album KT Tunstall's Acoustic Extravaganza passent dans Grey's Anatomy
- Le titre Saving My Face figure dans la série TV Holby City
- Le titre Someday Soon de l'album Drastic Fantastic figure dans le film The Women
- Les titres Glamour Puss et Come On, Get In (Tiger Suit) figurent dans les vidéos promotionnelles de la Saison 7 de Desperate Housewives
- Le titre Feel It All apparaît dans un épisode d'Unforgettable Day of the Jackie
- Le titre Miracle est écrit pour le film Un amour d'hiver.
- Le titre We Could Be Kings est écrit pour le film Million Dollar Arm

## Discographie

### Albums studio
- 2005 : Eye to the Telescope (UK : 5x Platinum)
- 2007 : Drastic Fantastic (UK : Platinum)
- 2010 : Tiger Suit (UK : Gold)
- 2013 : Invisible Empire // Crescent Moon (UK : Gold)
- 2016 : Kin
- 2018 : Wax
- 2022 : Nut
- 2023 : Face To Face avec Suzi Quatro

### EP
- 2004 : Throw Me A Rope
- 2007 : Have Yourself a Very KT Christmas
- 2004 : False Alarm
- 2011 : The Scarlet Tulip EP
- 2016 :  Golden State EP
- 2018 :  The River EP
- 2018 :  BBC Live Sessions EP

### Albums live
- 2006 : KT Tunstall's Acoustic Extravaganza
- 2011 : KT Tunstall's Live In London March
- 2013 : KT Tunstall's Live Islington Assembly Hall

### Singles
- 2005 : Black Horse And The Cherry Tree
- 2006 : Suddenly I see
- 2006 : The Other Side Of The World
- 2006 : Under The Weather
- 2006 : Another Place To Fall
- 2007 : Hold On
- 2008 : Saving My Face
- 2008 : If Only
- 2010 : Fade Like A Shadow
- 2010 : (Still A) Weirdo
- 2013 : Feel It All // Band Jam
- 2013 : Feel It All // Album version
- 2013 : Invisible Empire
- 2013 : Made Of Glass
- 2013 : Come On, Get In
- 2014 : Miracle (bande-originale)
- 2014 : We Could Be Kings (bande-originale)

## Distinctions
- 2005 : Q Music Award de la meilleure chanson pour Black Horse and The Cherry Tree
- 2006 : Brit Award de la  meilleure chanteuse britannique solo